# توریچی
توریچی (بوسنیایی: Turići) یک منطقهٔ مسکونی در بوسنی و هرزگوین است که در Busovača واقع شده‌است.